# Helm
A Helm (olaszul: Monte Elmo) egy 2434 méter magas hegy, a Karni-Alpok főgerincének legnyugatibb csúcsa, a Puster-völgy és a Sexteni-völgy egybefutásánál, a dél-tiroli Sexten község mellett. Csúcsán 1919 óta áthalad az osztrák–olasz államhatár. Népszerű turista- és télisport-központ, a Dolomiti Superski pályarendszer tagja.

## Fekvése
A Helm a Karni-Alpok főgerincének nyugati kifutásánál fekszik, ezen a gerincen fut az 1919-ben meghúzott osztrák–olasz államhatár. A gerincet alkotó csúcsok sorában ez az utolsó. A hegyet északnyugatról a Puster-völgy, délről a Sexten-patak völgye határolja. Keleti szomszédja az osztrák területen fekvő Lienzi-Dolomitok hegycsoport.
A Helm lábánál fekvő legközelebbi helységek: a Sexteni-völgyben Sexten (Sesto) és Moos Moso), ezek az SS52 főúton fekszenek, amely a kelet felé a Kreuzberg-hágón át Venetói Comelico-vidékre, majd a Piave völgyébe vezet. A Puster-völgyben, az SS49 főútvonal mentén a hegytől északra a dél-tiroli (olaszországi) szakaszon Vierschach (Versciaco) és Winnebach (Prato alla Drava), Ausztria területén a kelet-tiroli Arnbach község található, az utóbbi kettő között van a határátkelőhely.
A Karni-Alpokat a Sexteni-völgy választja el a Sexteni-Dolomitoktól. A völgy túloldalán, a Helmtől nyugatra a 2966 m magas Haunold (Rocca dei Baranci) hegycsoport található (Innichen fölött), a Helmtől délnyugatra a 3145 m magas Dreischusterspitze (Punta dei Tre Scarperi) hegytömb, Sexten községet uralja.

## Geológiai sajátosságai
Földtanilag a Karni-Alpok (vele a Helm is) földtanilag a Variszkuszi-hegységrendszer orogen-korszakban keletkezett déli grauvakke-zónájához tartozik. A zónát alkotó kőzet kemény, sötét színű, szögletes szemcséjű, széles szemcseméret-tartományú földpát-tartalmú anyaggal vegyes homokkő, amelyben a mátrix (szemcseközi hordozóanyag) aránya jellemzően 15% fölött van. Kialakulása feltehetően a paleozoikum időszakában, mélytengeri hegyomlások általi átkeverés révén történt. A hegy formája az azt alkotó, könnyen erodálódó porfirtartalmú palának köszönhető, amely a szilur korszakban keletkezett, majd a devon–karbonban itt zajló hegységképződések felgyűrtek. Jelenlegi külalakja a miocén-kori jégtakaró nyomán alakult ki, ennek hatása a Karni-Alpok fővonulatán kelet felé egészen a 2607 m magas Eisenreich hegyig követhető. Ennek révén a hegy és környéke középhegységi jellegű, amely a Középső Alpok déli részén egészen szokatlan.

## Történelme
1919-ig a Helm Ausztria belsejében feküdt. A közeli Kreuzberg-hágón fekvő államhatár az első világháborúban frontvonallá változott. A Helm alatti Sexteni-völgy településeit (Sexten, Moos) lerombolta az olasz tüzérségi. 1918 végén a völgy olasz megszállás alá került, 1919-től egész Dél-Tirollal együtt Olaszországhoz került, az új államhatárt a Karni-Alpok főgerincén tűzték ki. A Helm csúcsán is átmegy az Ausztriát (Kelet-Tirolt) és Olaszországot (Dél-Tirolt és Venetót) elválasztó határvonal.

## A Helm-ház
A hegycsúcson áll az elhagyott Helm-ház (Helmhaus). 1889-ben építette a Német–Osztrák Alpesi Egyesület (Deutscher und Österreichischer Alpenverein) silliani szekciója, a „telket” Sexten városa adta. A turistaház tetejéről csodálatos körpanoráma elvezhető. A háború alatt civilek nem használhatták, a háború után Olaszországnak jutott, az államhatár vonalát a ház alapjától néhány centiméterre délre húzták meg. 1925 körül az olasz fasiszta kormány állami tulajdonba vette. A Helm-ház az új olasz birodalom északi (osztrák, majd német) határait védeni hivatott erődrendszer, a Dél-Tiroli Alpesi Fal (Vallo Alpino) részévé vált, a hegy csúcsa alatt katonai bunkereket építettek, ezeket a második világháború után, a NATO-tag Olaszország és a semleges Ausztria határán is fenntartották. Később a csempészekre vadászó pénzügyőrök kaszárnyája lett, 1980 körül teljesen elhagyták. A romos állapotba jutott ház 1998-ban Bolzano megye tulajdonába került. 2007-ben a Dél-Tiroli Alpesi Egyesület (Alpenverein Südtirol, AVS) és az Osztrák Alpesi Egyesület Österreichischer Alpenverein, ÖAV) közös pályázatot írt ki a ház újjáépítésére és revitalizására, itt a sexteni Johannes Watschinger építész tervét fogadták el.

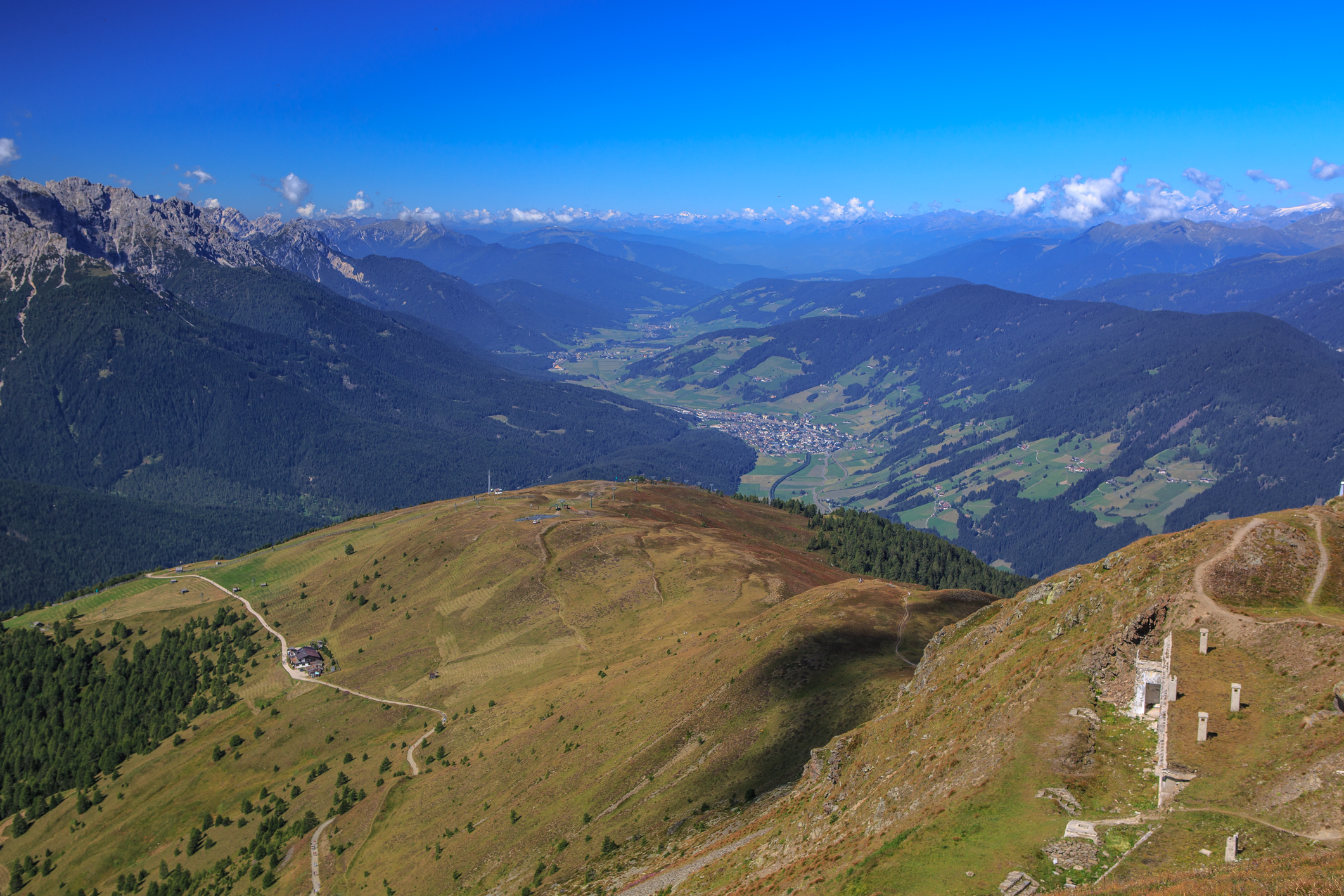
Kilátás a Helmről a nyugati Puster-völgyre (Innichen és Toblach)

## Sport, turizmus
A hegy népszerű túracél. 1976-ban megnyitották a fennsíkjára vezető első kábeles felvonót a nyugati lejtő fölött, amelynek völgyállomása a Puster-völgyi Vierschach-ban van. 1981-ben újabb (nagykabinos) felvonó épült a hegy déli lejtőjén, amely Sextenhez tartozó Waldheim településrészről indul. 1989-ben a vierschachi oldalon egy második („tojáskabinos”) felvonót is építettek. Az így kialakult Helm síterep, a Kreuzberg-hágóval, a Moos fölötti Sextener Rotwanddal, és a Sextentől nyugatra fekvő Haunolddal együtt a Dolomiti Superski szervezet Sexten–Puster-völgyi zónájához tartozik.
A Helmről indul a karni magashegyi túraútrendszer (Karnischer Höhenweg) 3. sz. útja, amely a Karni-Alpok gerincén halad kelet felé, és kb. 100 re innen, Nassfeldig vezet. A fennsíkot számos turistaösvény hálózza be. Az első világháború óta itt húzódó államhatár miatt a turistautakat sokáig, egészen az 1990-es évekig csak a lovas határőrök használhatták. Természetesen erre jártak a csempészek is, és az ellenőrző pontok megkerülésével, illegálisan akartak átkelni a határon. A rendőri nyomozás adatai szerint 1982-ben ezen az úton szökött meg Olaszországból Roberto Calvi is, a csődbe jutott Banco Ambrosiano elnöke, ragadványnevén „Isten bankárja”, akit később Londonban látványos módon, máig tisztázatlan körülmények között „megöngyilkoltak” (a Blackfriars Bridge-re felakasztva találták).
Az Európai Unió és a Schengeni egyezmény működése óta a határvonalakon futó ösvényeket a turisták használják.

## Képgaléria

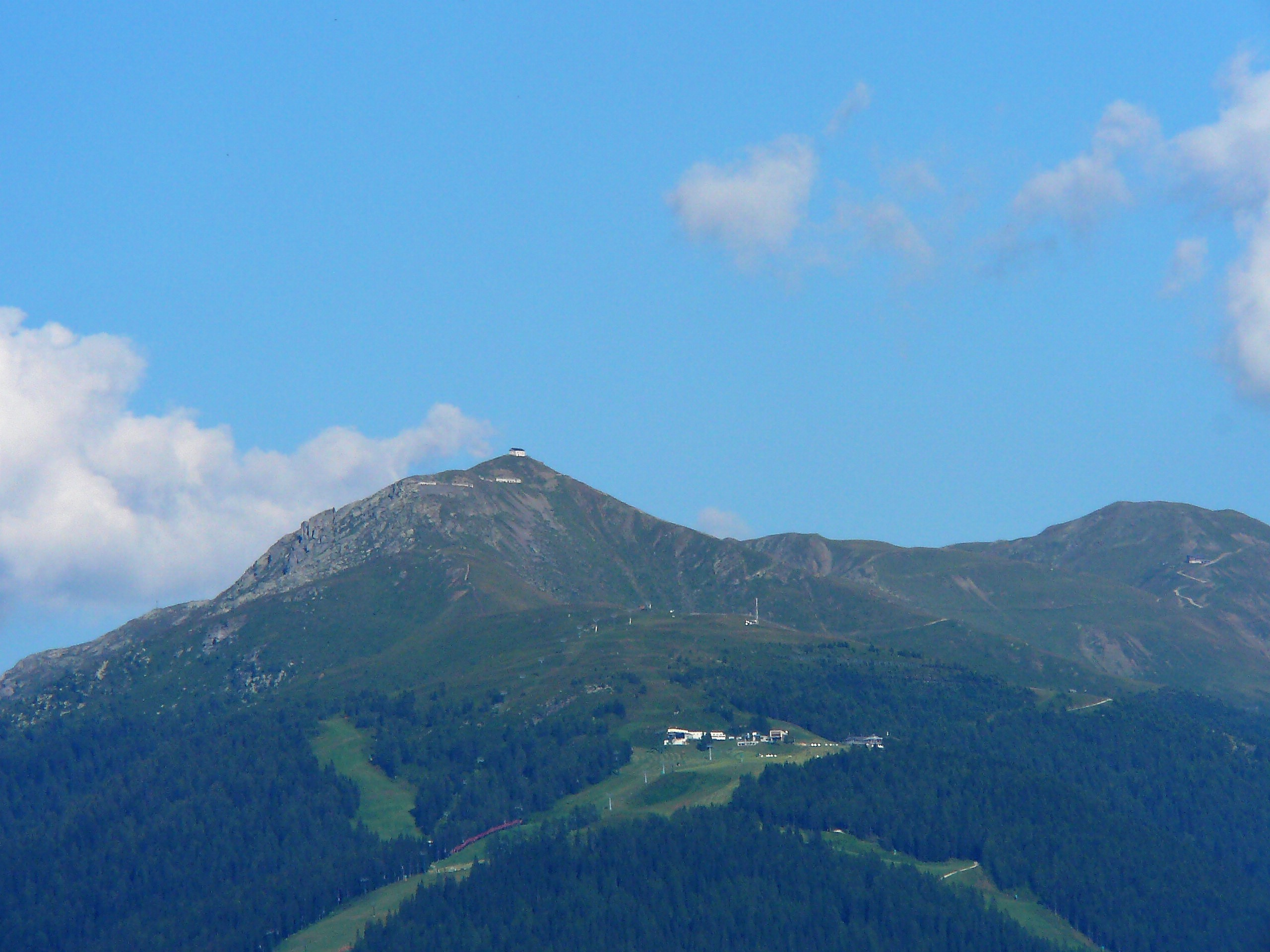
A Helm NY-ról, a vierschachi felvonó hegyállomásával
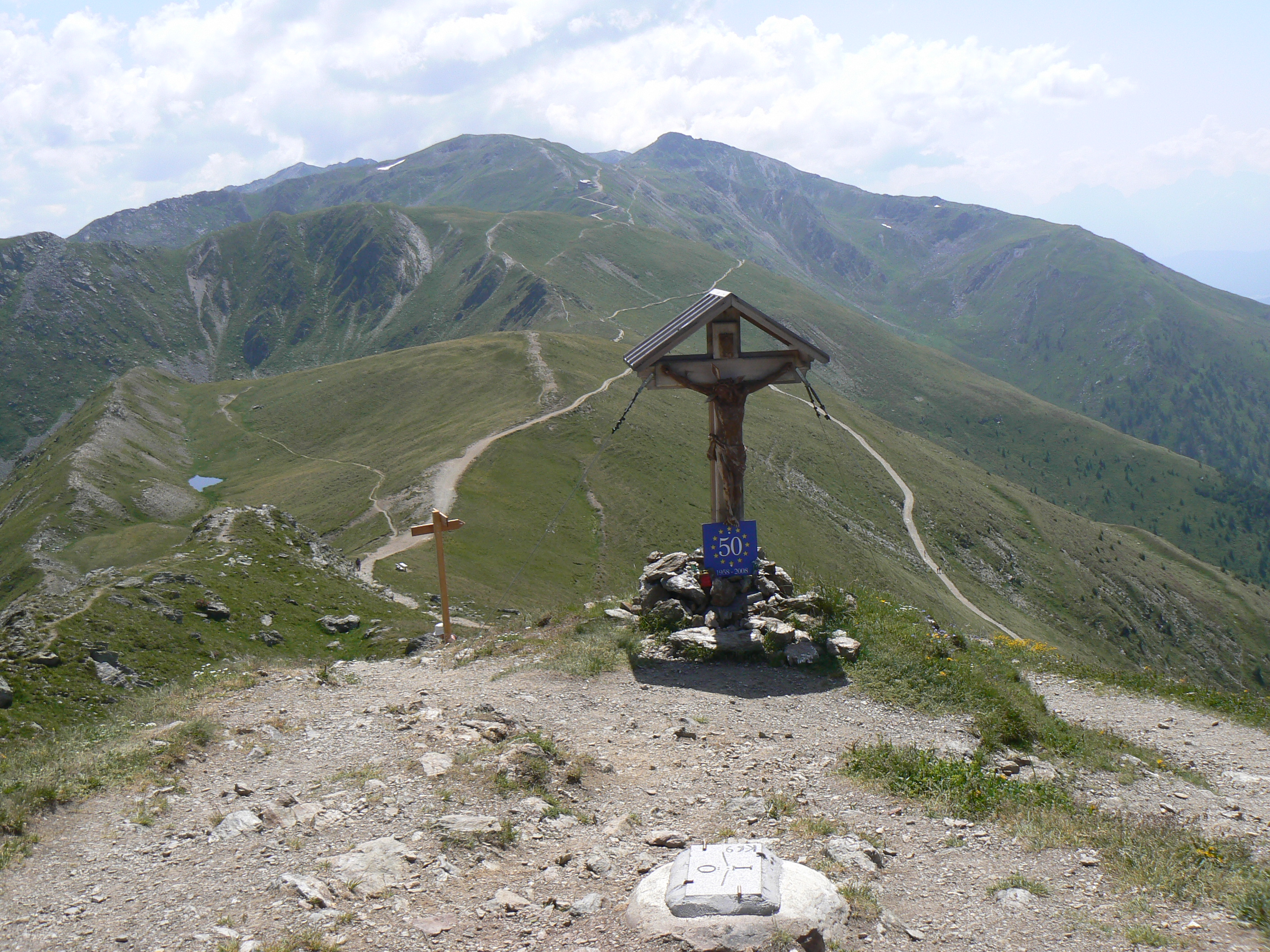
Emlékkereszt a hegycsúcson
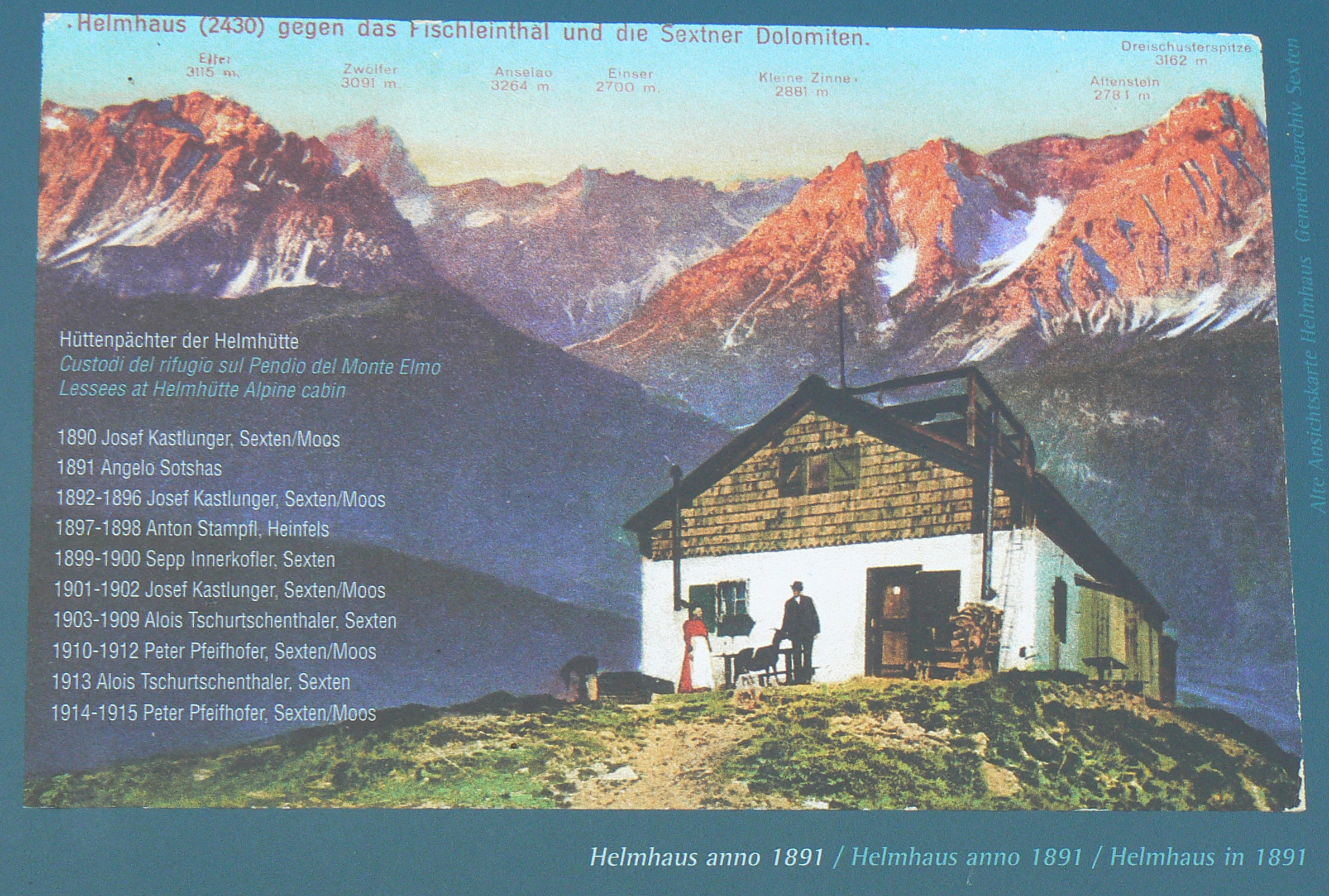
A Helm-ház (1891-es kép)
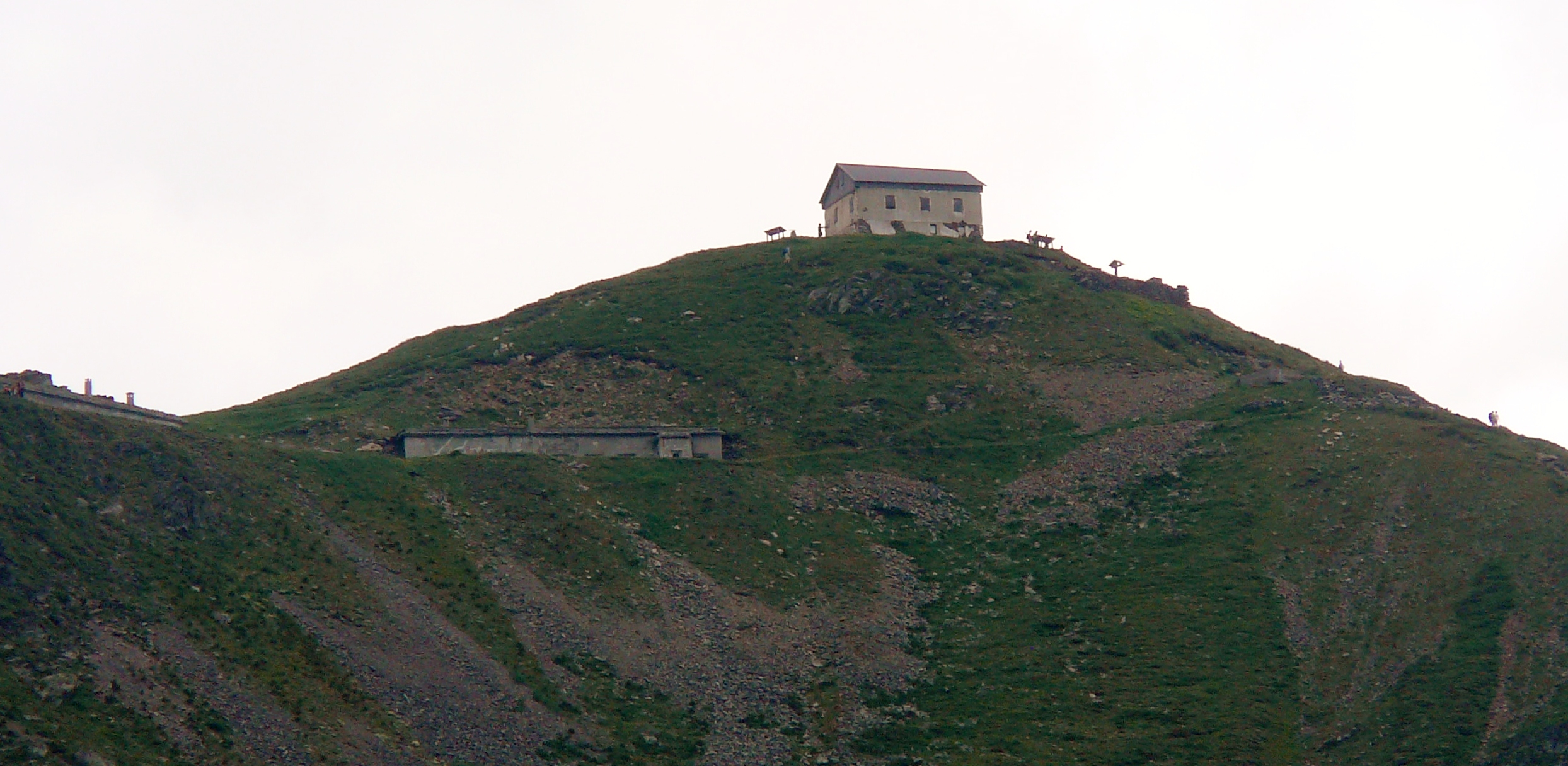
A hegycsúcs délről: a Helm-ház és az olasz bunkerek
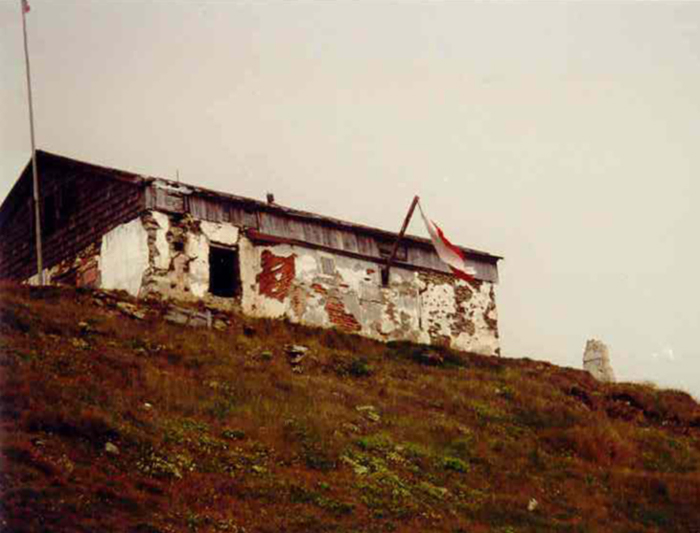
A pusztuló Helm-ház, 1996. (északi, osztrák oldal)
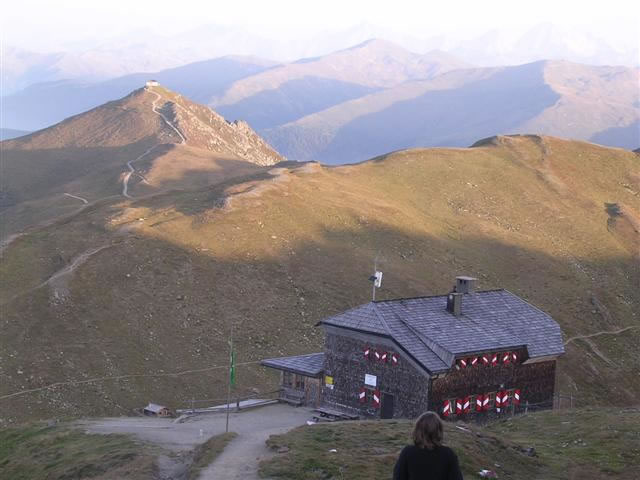
A Sillian-menedékház, háttérben a Helm-ház